# Breakthrough
«Breakthrough» (с англ. — «Прорыв»)− сингл, записанный южнокорейской гёрл-группой Twice. Это пятый полноценный японский сингл группы, содержащий также три других трека. Песня была предварительно выпущена как цифровой сингл 12 июня 2019 года, а CD сингл был выпущен 24 июля Warner Music Japan.

## Предпосылки и релиз
6 апреля 2019 года Twice объявили о выпуске своего пятого японского сингла под названием «Breakthrough». 12 июня он был предварительно выпущен в виде цифрового сингла на различных музыкальных онлайн-порталах, и в тот же день было выпущено полное музыкальное видео.
Сингл, был выпущен физически 24 июля, вместе с новостью о том, что Twice появится в рекламном ролике для косметического бренда «Aube», с участием «Breakthrough» в качестве коммерческой песни.

## Композиция
«Breakthrough» был написан Яном Баарсом, Раджаном Музой, Ронни Айкон с текстами, написанными Ю Симодзи. Он был описан как драматический электро-поп саунд и что он «представляет собой яркость летнего дня, а последний предназначен, чтобы вызвать чувства прохладной летней ночи».

## Музыкальное видео
Музыкальное видео для песни было выпущено 11 июня 2019 года на YouTube. Музыкальное видео начинается с того же цветного набора с акцентом на более темный стиль «Breakthrough». Музыкальное видео также содержит неоновые вывески с названиями синглов. Стилистически, в «Breakthrough» группа танцует ночью в черных нарядах - похожих на те, которые видели в музыкальном видео для «Fancy».
По состоянию на декабрь 2019 года, видео получило более 60 миллионов просмотров и 1 миллион лайков.

## Трек-лист
| №                   | Название                           | Длительность |
| ------------------- | ---------------------------------- | ------------ |
| 1.                  | «Breakthrough»                     | 3:37         |
| 2.                  | «Fancy» (Japanese version)         | 3:36         |
| 3.                  | «Breakthrough» (taalthechoi Remix) | 3:32         |
| 4.                  | «Breakthrough» (Instrumental)      | 3:37         |
| Общая длительность: | Общая длительность:                | 13:32        |

| №  | Название                                  | Длительность |
| -- | ----------------------------------------- | ------------ |
| 1. | «Breakthrough» (Music video)              |              |
| 2. | «Breakthrough» (Music video making movie) |              |

| №  | Название                                      | Длительность |
| -- | --------------------------------------------- | ------------ |
| 1. | «One More Time» (Music video фонограмма ver.) |              |
| 2. | «Jacket Shooting Making Movie»                |              |

## Корейская версия
Корейская версия «Breakthrough» была выпущена 23 сентября 2019 года как седьмой трек восьмого мини-альбома Twice Feel Special в качестве особого подарка для фанатов. Корейская лирика была написана Оливией Чой.

## Чарты

### Еженедельный чарт
| Чарты (2019)                             | Высшая позиция |
| ---------------------------------------- | -------------- |
| Япония (Japan Hot 100)                   | 1              |
| Япония (Oricon)                          | 2              |
| Республика Корея (Kpop Hot 100)          | 99             |
| США World Digital Song Sales (Billboard) | 11             |

### Годовой итоговый чарт
| Чарты (2019)           | Позиция |
| ---------------------- | ------- |
| Япония (Japan Hot 100) | 28      |
| Япония (Oricon)        | 17      |

## Сертификации
| Регион                                                      | Сертификация | Продажи  |
| ----------------------------------------------------------- | ------------ | -------- |
| Япония (RIAJ)                                               | Платиновый   | 250 000^ |
| ^ Данные о тиражах приведены только на основе сертификации. |              |          |

## История релиза
| Регион | Дата         | Формат                                            | Лейбл             | Ссылка |
| ------ | ------------ | ------------------------------------------------- | ----------------- | ------ |
| Мир    | 12 июня 2019 | Цифровое скачивание музыки, Потоковое мультимедиа | JYP Entertainment | [ 21 ] |

### Комментарии
1. ↑  Peak chart position of "Breakthrough (Korean ver.)" on Billboard Korea K-Pop 100.
2. ↑  Peak chart position of "Breakthrough (Korean ver.)" on World Digital Song Sales Chart